# 神戸市立神陵台小学校
神戸市立神陵台小学校（こうべしりつ しんりょうだいしょうがっこう）は、兵庫県神戸市垂水区神陵台3丁目に所在する公立小学校。

## 概要
1971年開校。同時期に開校された神戸市立神陵台中学校と隣接している。

## 沿革
- 1971年（昭和46年）4月1日 - 神戸市立多聞台小学校より分離開校。[要出典]
- 1975年（昭和50年）4月1日 - 神戸市立長坂小学校創立に伴う校区分離。
- 1977年（昭和52年）4月1日 - 神戸市立西脇小学校創立に伴う校区分離。
- 1985年（昭和60年）4月1日 - 校区変更[1]。

## 通学区域と進学先中学校
校区は以下の通り。卒業後は神戸市立神陵台中学校に進学する。
- 神戸市垂水区
  - 神陵台1丁目・2丁目(1番)・3 - 4・6丁目、南多聞台1丁目(9番を除く)・2丁目・3丁目(1～6番)・4丁目(5～15番)・5 - 6丁目
- 神戸市西区
  - 伊川谷町有瀬[3]

## 校区内の主な施設
- 湊川短期大学附属西舞子幼稚園

## 交通
- 神戸市バス 55・58系統「神陵台小学校前」より

## 通学区域が隣接している学校
- 神戸市立長坂小学校
- 神戸市立多聞台小学校
- 神戸市立西脇小学校
- 神戸市立西舞子小学校
- 明石市立松が丘小学校